# Refugi dels Estanys d'Ensagents
El refugi dels Estanys d'Ensagents és un refugi de muntanya de la Parròquia d'Encamp (Andorra) a 2.420 m d'altitud i situat sota els Estanys d'Ensagents i just sota la collada d'Entinyola i a la dreta del riu d'Ensagents.
Ampliació d'informació:
Hi ha vuit llits (quatre lliteres de ferro). On només hi ha quatre matalassos. La part del pastor no té llit, però sí una llar de foc.
A la part del refugi lliure hi ha una estufa de llenya (consumeix molta llenya i són necessàries pastilles per encendre el foc). En el refugi hi ha eines per tallar llenya (serra, destral, etc.) conservades en bon estat. (Tot i que a l'hivern la llenya és molla i és difícil mantenir el foc encès.)
Hi ha una font a l'exterior que porta aigua del riu, això no obstant, a l'hivern o està congelada o la neu la tapa i és inaccessible.

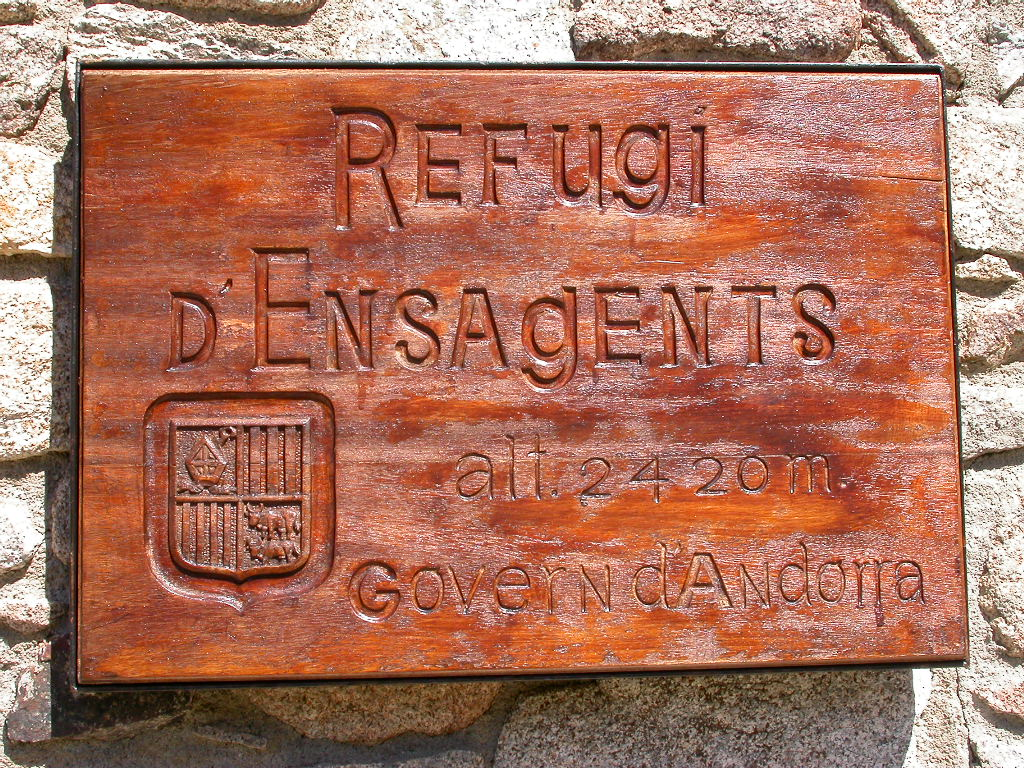
Placa identificativa a l'exterior.